# Paula Gradom
Paula Gradom (Antwerpen, 2 februari 1902 - Dordrecht, 1 maart 1984) was een Belgisch kunstschilder die gerekend wordt tot de Brugse School.

## Levensloop
De joodse Gradom volgde lessen aan de kunstacademie in Antwerpen en kwam onder de indruk van het werk van Albert Servaes en van Käthe Kollwitz.
Ze kwam in Brugge wonen in de Ezelstraat en nam contact met de paters karmelieten in deze straat. In 1922 bekeerde ze zich tot het katholicisme.
Ze volgde lessen van boetseren aan de Brugse kunstacademie bij A. De Wispelaere. Naast Brugse stadsgezichten, schilderde ze stillevens, bloemen en portretten van kinderen, vrouwen en geestelijken. Gesteund door de paters karmelieten, schilderde ze religieuze onderwerpen, alsook binnengezichten van hun klooster en van hun kerk.
Ze kon onbedreigd de Tweede Wereldoorlog doorkomen. In 1949 keerde ze naar Antwerpen terug.